# Loza Abera
Loza Abera, née le 2 octobre 1997 à Durame, est une footballeuse internationale éthiopienne évoluant au poste d'attaquante.

## Biographie
Née à Durame, Loza Abera commence le football à l'âge de six ans. En 2012, elle rejoint le club du Awassa City avant d'évoluer deux ans plus tard au Dedebit FC.
Elle est sacrée championne d'Éthiopie en 2016, inscrivant les deux buts du Dedebit FC en finale. Elle remporte également le titre en 2017 et 2018, terminant meilleure buteuse du championnat 2018 avec 17 buts. Elle termine meilleure buteuse lors de ses quatre saisons avec le Dedebit FC.
En 2018, elle rejoint le Kungsbacka DFF (en) où elle remporte le championnat de Suède de deuxième division. Néanmoins, elle doit quitter le club pour des raisons financières à la fin de la saison.
Elle retourne alors en Éthiopie, rejoignant au milieu de la saison 2018-2019 Adama City, y remportant le titre de championne d'Éthiopie. En septembre 2019, Loza s'engage au Birkirkara FC, à Malte.
Elle remporte la Supercoupe de Malte en 2019, inscrivant un triplé, et est sacrée championne de Malte en 2020. Elle termine meilleure buteuse avec 30 réalisations en 12 matches est nommée joueuse de l'année de la Maltese Women's Premier League.
Elle revient ensuite en Éthiopie où elle s'engage avec le CBE SA. Elle y remporte à nouveau trois championnats consécutifs.
Elle est nommée dans la liste des 100 femmes de l'année par la BBC, en 2020.

## Palmarès
- Dedebit FC
  - Championnat d'Éthiopie
    - Champion : 2016, 2017 et 2018
- Kungsbacka DFF (en)
  - Championnat de Suède D2
    - Champion : 2018
- Adama City
  - Championnat d'Éthiopie
    - Champion : 2019
- Birkirkara FC
  - Championnat de Malte
    - Vainqueur : 2020

  - Supercoupe de Malte
    - Vainqueur : 2019
- CBE SA
  - Championnat d'Éthiopie
    - Champion : 2021, 2022, 2023

  - Ligue des champions du CECAFA
    - Finaliste en 2021
- Éthiopie
  - Championnat féminin du CECAFA
    - Troisième : 2016